# Matteo Priamo
Matteo Priamo (Castelfranco Veneto, 20 de março de 1982) é um ciclista profissional italiano.